# Mieczysław Kapłanow
Mieczysław Kapłanow (ros. Димитрий Терентьевич Капланов Dimitrij Tierieńtjewicz Kapłanow) – przewodniczący Naczelnej Rady Wschodniego Kościoła Staroobrzędowego, nieposiadającego hierarchii duchownej (działającego na podstawie Rozporządzenia Prezydenta Rzeczypospolitej Polskiej z dnia 28 marca 1928 r. o stosunku Państwa do Wschodniego Kościoła Staroobrzędowego, nie posiadającego hierarchji duchownej).
Mieczysław Kapłanow jest emerytowanym żołnierzem. Pracuje w białostockich strukturach Ligi Obrony Kraju. Od lipca 2006 pełni funkcję nastawnika parafii staroobrzędowej w Gabowych Grądach.
15 września 2002 Sobór Wschodniego Kościoła Staroobrzędowego, nie posiadającego hierarchii duchownej, obrał Mieczysława Kapłanowa zastępcą przewodniczącego Naczelnej Rady tego Kościoła; od 21 marca 2004 Kapłanow pełnił obowiązki przewodniczącego, a od lipca 2006 jest przewodniczącym Rady Naczelnej.